# Elaboración del chocolate

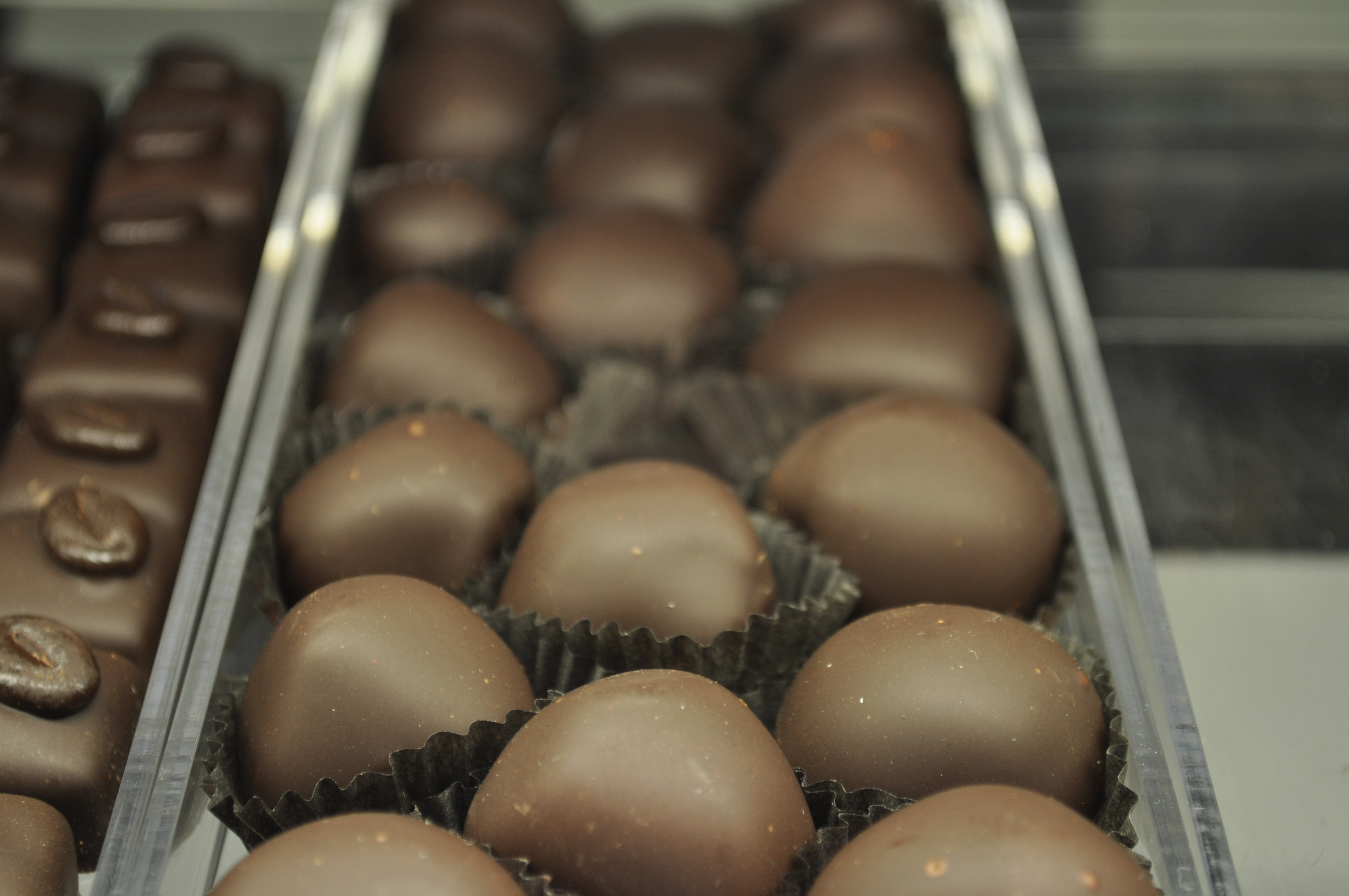
La elaboración del chocolate incluye un conjunto de procesos industriales complejos.

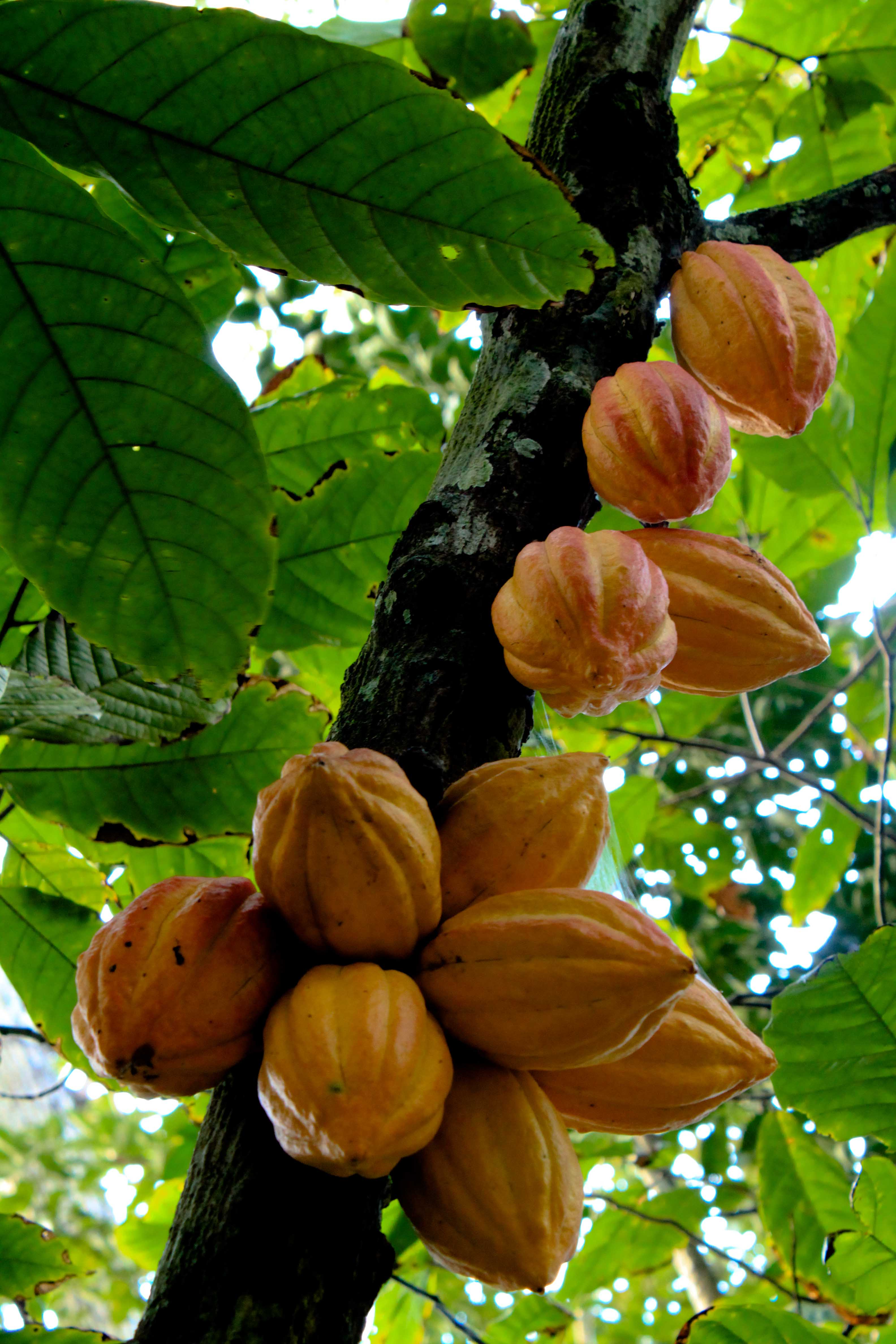
cacao en el árbol, su color amarillo y manchas rojizas indica madurez y estar en su punto de recolección...

La elaboración del chocolate es el conjunto de procesos que permiten, desde la fruta del árbol del cacao (Theobroma cacao L.), elaborar chocolate y sus diversas formas y tipologías.
El cacao se cultiva principalmente en regiones tropicales de Mesoamérica, África Occidental (Ghana y Costa de Marfil, Nigeria), el Sureste Asiático, Costa Rica y Sudamérica. En estos países se desarrollan las fases iniciales de procesado del cacao (fermentación y secado), para su posterior transporte a los países productores de chocolate. La industria chocolatera se compone de diversas máquinas que realizan funciones de horneado, desmenuzado, mezclado y prensado del cacao entrante. El chocolate se ofrece al mercado en una variedad de productos que van desde las texturas pulverulentas del cacao en polvo, pastosas como es el caso de las cremas de cacao, líquidas como las bebidas de cacao, sólidas como los bombones. El chocolate como producto final es una mezcla de tres sólidos: masa de cacao, manteca de cacao y azúcar. A temperatura cercana a los 37 °C solo la manteca de cacao se funde dando a la mezcla una propiedad fluida. El control de las propiedades de la manteca de cacao es fundamental en la repostería del chocolate. El chocolate forma parte de diversos elementos de repostería, como helados, tartas, dulces.
La esencia del chocolate varía de acuerdo al cacao usado. Se habla de cacao ordinario o masivo cuando se tienen granos producidos por cacaos forasteros y de cacao fino o de aroma cuando se tienen granos producidos por cacaos criollos y trinitarios.
El aspecto final y las variedades de chocolate se comercializan en diversos formatos que pueden ir desde bebidas de cacao, pasando por chocolate en tabletas, hasta los más refinados elementos de repostería: bombón, tartas. La industria chocolatera posee una historia que comienza a finales del siglo XIX con la aplicación de las máquinas de vapor a los procesos industriales, es esta industria pionera en el empleo de sistemas publicitarios a comienzos del siglo XX, aprovechando en cada ocasión la aparición de nuevos medios: primero la radio, y posteriormente la televisión. En la actualidad la industria del chocolate se concentra en algunos países industrializados, formando un oligopolio. 
Existen diversas variedades de la planta de cacao (theobroma cacao), cada una de las cuales ofrece en la elaboración del chocolate diversas calidades y sabores. El cacao puede ofrecer diversos sabores al producto final, no solo por su variedad (forastero o criollo), sino además por las condiciones climáticas de los cultivos. Muchos de los especialistas en el chocolate, dependiendo de su origen, destinan el chocolate a diversos fines ya desde las zonas de cultivo. La localización de los cultivos puede afectar a su composición. Por ejemplo, al contenido de manteca de cacao que tienen los granos de cacao que por regla general es mayor cuanto más cerca del ecuador terrestre se encuentra.

## Procesado del cacao

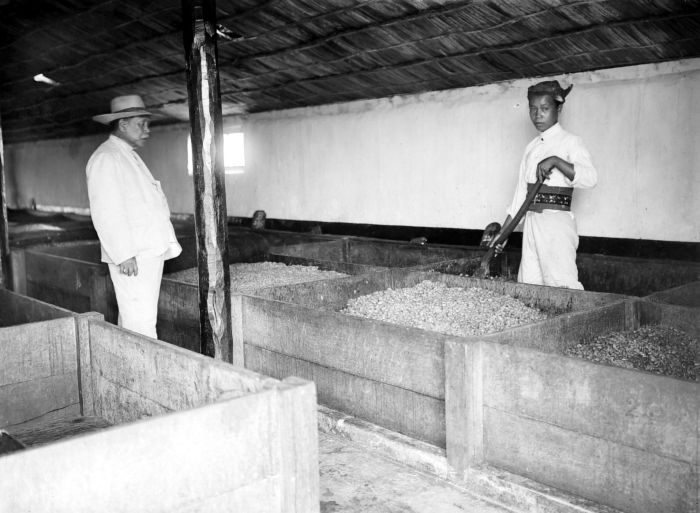
Fermentación del cacao en cajones.

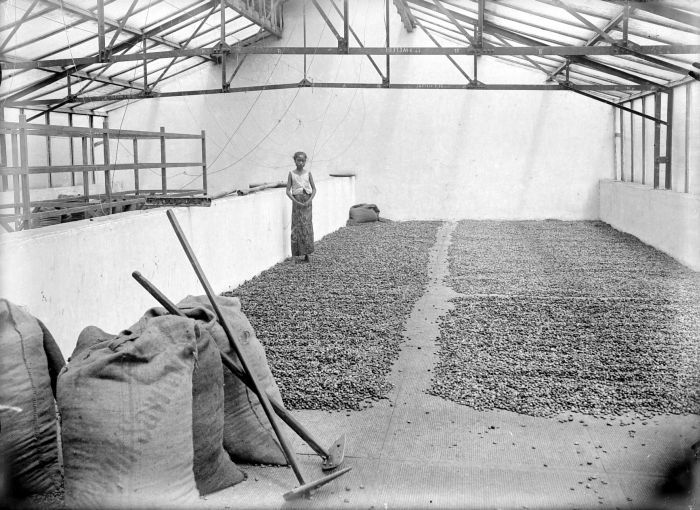
Secado de los granos

Una de las primeras fases tras la recolección de las vainas, es la fermentación de los granos de su interior. El chocolate es por esta razón un alimento fermentado, y este proceso inicial genera numerosos compuestos que determinarán los sabores, los aromas y el bouquet posteriores. Estas fases iniciales se realizan in situ en los países productores de cacao, y tienen como misión preparar los granos de cacao para su transporte a los países procesadores de chocolate. El transporte del cacao se debe realizar con extremo cuidado, vigilando la humedad ambiental, debido a que el cacao es susceptible de absorber aromas de otras fuentes. 

### Fermentación
El descenso del pH durante la fermentación inhibe el proceso de germinación del grano "bajo condiciones anaeróbicas, los microorganismos producen ácido acético y etanol que migran lentamente al grano causando el hinchamiento que inhibe, a su vez, la germinación y contribuye a los cambios estructurales", por lo tanto no es posible desarrollarla. Durante esta fase se generan algunos compuestos químicos que promueven los diferentes sabores y aromas posteriores del chocolate. Es en este proceso de fermentación donde los expertos determinan gran parte de los futuros aromas y sabores de chocolate. Los granos sin fermentar suelen introducirse en una prensa y extraer la manteca del cacao, pero esta manteca no entra en los procesos de la industria chocolatera.
La fermentación se suele realizar dependiendo de las instalaciones y de las costumbres del país productor, principalmente de dos formas distintas:
- Fermentación por apilamiento es el método más habitual en África Occidental. Se suelen apilar en montones de diversos tamaños (que oscilan entre los veinte, hasta los mil kilos) con la pulpa del cacao, todo ello tapado con hojas de banana. Este proceso tarda unos cinco a seis días, en ningún caso llega a la semana. Los amontonamientos de menor tamaño, aunque ocupan más espacio en total, desarrollan un sabor más apreciado.
- Fermentación en caja (se denomina también cacao beneficiado) es el método más empleado en las grandes plantaciones de Asia. Se suelen introducir los granos de cacao en unas cajas de madera que permiten almacenajes que oscilan entre la tonelada y las dos toneladas. Tienen una profundidad de un metro. Estas cajas se diseñan con el objeto de que estén ventiladas y la pulpa fluya. Los tiempos de fermentación son similares y en escasas plantaciones toma más de cinco días. Las cajas son movidas cada día, con el objeto de favorecer la aireación y esto favorece la fermentación aeróbica de las bacterias acetobacter y por lo tanto proporcionan un cacao con sabores más ácidos.

En pequeñas plantaciones de cacao suelen emplearse también canastas de mimbre, tapadas con hojas de banana y se produce allí la fermentación. La fermentación produce un residuo, denominado sudoración. En algunas plantaciones se practican variantes que consisten en dejar la mazorca sin abrir un par de días, procediendo a su apertura y posterior fermentado. Comprobando que se desarrollan de esta forma mejor los sabores. La determinación exacta del tiempo de fermentación es un arte preciso, del cual dependerá el aroma del futuro chocolate.

#### Mecanismos de la fermentación del cacao

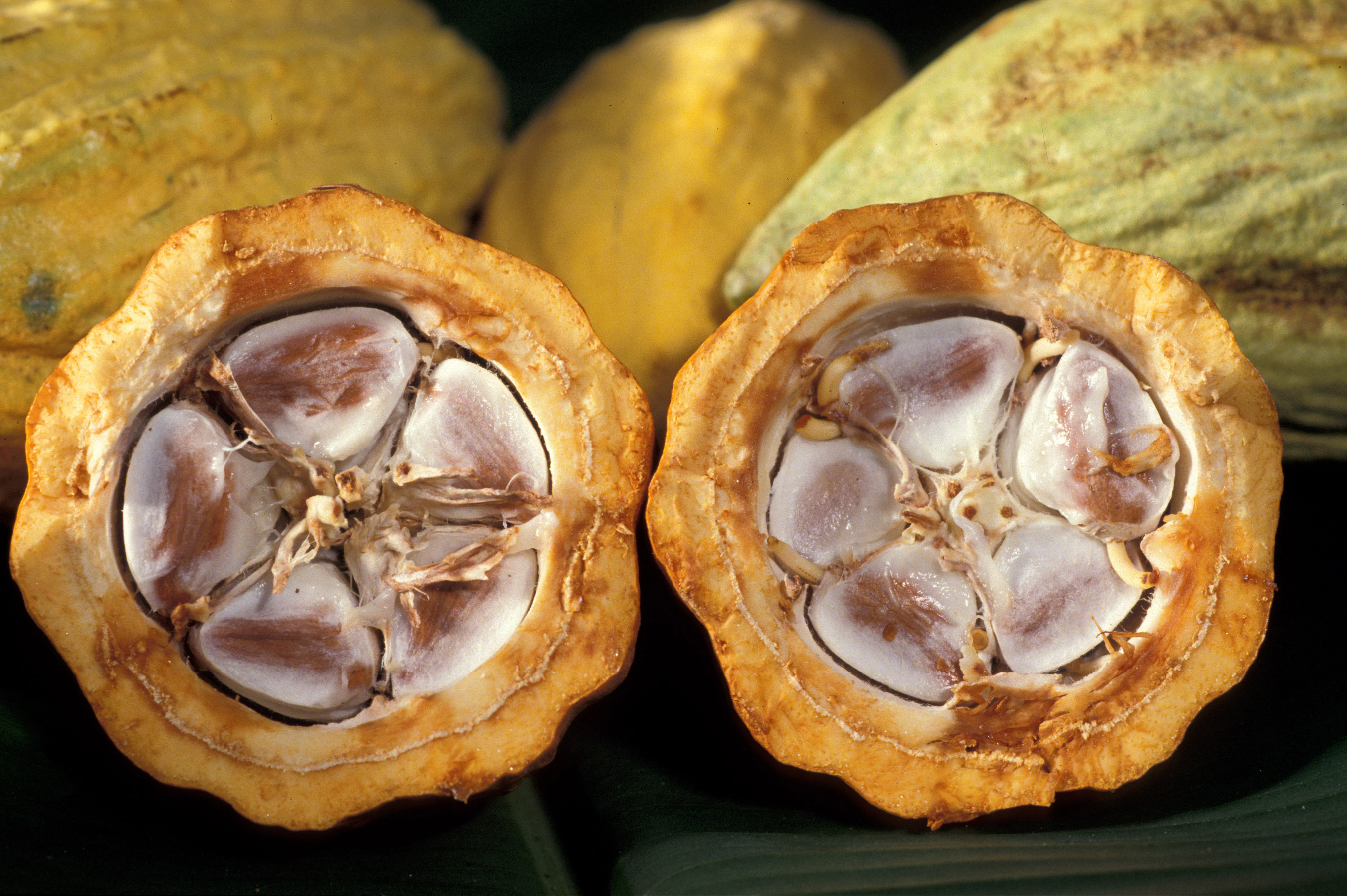
Corte transversal de la mazorca de cacao en el que puede verse la pulpa blanca, substrato de azúcares para el proceso de fermentación.

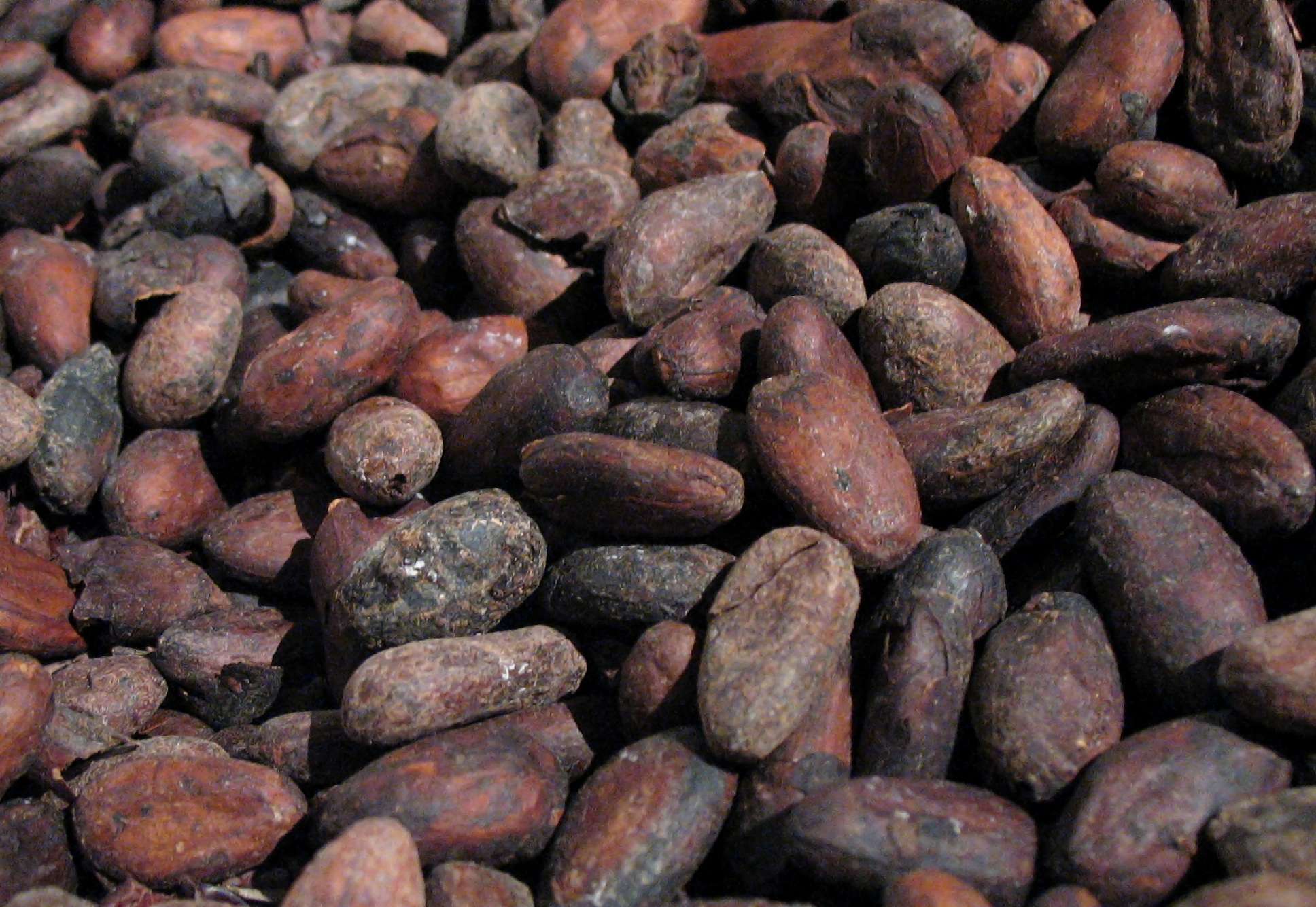
Los granos de cacao tras la fermentación poseen un color violáceo (o púrpura) debido a la presencia de antocianinas.

El substrato para la fermentación del cacao es la pulpa blanca: una mezcla de tejidos vegetales rica en azúcares (10-13 % glucosa y fructosa; 0,7 % sucrosa), sales (8-10 %), pentosanos (2-3 % pectina), ácidos orgánicos (1-2 %) y proteínas (0,6 %). Durante la fermentación su aspecto viscoso torna a líquido y fluye, "sudando" tal y como se menciona en el argot. La fermentación es un proceso controlado por una mezcla de bacterias (lácticas y acéticas), así como levaduras. La producción de etanol y lactatos. La levadura que produce la fermentación ha sido investigada e intentado ser detectada desde que Preyer en 1913 la describiera como de la especie Saccharomyces theobroma, posteriormente fue reclasificada por Knapp (1937) como Torulopsis theobroma, pero no identificada por otros autores posteriores. La especie detectada por Martelli en la cáscara del cacao fue reclasificada posteriormente como Saccharomyces carlsbergensis. La cafeína es una de las substancias que aparece en la fermentación del cacao.
Se encontraron especies de levaduras en los granos del cacao como la saccharomyces rosei, la hansenula anomala, la pichia fermentans, la pichia membranaefaciens y la trichosporon cutaneum. Todas las especies aisladas fueron capaces de crecer en la pulpa del cacao (una especie de parénquima). Pero de todas ellas sólo S. rosei, la H. anomala y la P. fermentans exhibieron capacidad de lograr la fermentación de los azúcares de la pulpa. Las especies del género Saccharomyces fueron identificados como responsables de la fase de fermentación alcohólica del cacao. De las dos fases de fermentación, la alcohólica (anaeróbica) es la que primero ocurre siendo la acética la que ocurre posteriormente. La temperatura de la masa de granos del cacao puede alcanzar los 50 °C liberando los polifenoles, entre ellos la catechina. 
Los cambios acaecidos durante la fermentación del cacao son objeto de numerosos estudios. Para los microorganismos no es posible introducirse en el interior de la cáscara, por lo que en realidad no es una auténtica fermentación, debido a que la auténtica fermentación ocurre en el exterior del grano. Los azúcares que posee la pulpa blanca son los responsables de favorecer que las levaduras comiencen la fermentación. Durante este proceso la temperatura crece a niveles que acaban matando la germinación, con lo que las enzimas se liberan. Estas enzimas provocan las reacciones que alteran el sabor de los granos. Las enzimas liberadas en la fermentación son por ejemplo las proteasas y las polifenol oxidasas.
Se liberan ácidos (ácido láctico y ácido acético), así como etanol (en concentraciones muy reducidas). La combinación entre el aumento de temperatura y el cambio de la acidez matan la germinación. Dependiendo de la aireación durante la fase de fermentación la fermentación acética proporciona más o menos ácidos al cacao. Otras reacciones que involucran a las proteínas y péptidos que reaccionan con los polifenoles proporcionan el color marrón asociado al cacao y al chocolate. Es particularmente importante la formación de aminoácidos durante esta fase, éstos proceden de la rotura de moléculas de proteína durante esta fase. Dos de los aminoácidos importantes en la formación de su sabor son: valina y glicina.

### Secado
El  que se realiza a los granos de cacao, tras la fermentación es el secado. Se realiza con el objeto de detener el crecimiento de moho y poder realizar el transporte adecuadamente. El crecimiento de moho arruina al cacao, debido al mal olor que desarrolla. Este proceso de secado debe ser realizado bajo un estricto control, evitando un sobre-secado que haría a los granos frágiles por lo que se podrían romper liberando aromas. El secado se ha de controlar además en velocidad; un secado rápido dejaría los granos inmaduros, con una liberación de aromas poco apropiada. El contenido de humedad no debe exceder un seis por ciento, valores entre los siete y ocho favorecen al crecimiento de moho.
En los países productores donde el clima lo permite, se suelen secar en grandes superficies al sol, extendidos sobre esterillas o alfombras. Estas suelen enrrollarse, y ponerse a salvo, si existe una amenaza de lluvia. El problema de este secado es la facilidad con la que se puede contaminar los granos, por la presencia de animales: principalmente pájaros y ganadería del lugar. Con el objeto de proteger el cacao de la lluvia, en algunos países se suele construir casas con tejados desplazables por medio de ruedas. Es frecuente que durante el secado se remuevan los granos con palas, operaciones que suelen realizar niños y mujeres. En zonas rurales, cientos de toneladas se secan en pequeñas bandejas o en cueros, con aves de corral, cerdos, perros y otros animales errando a sus anchas. En algunos casos, en ciertas regiones de América se practica todavía la danza del cacao: los nativos descalzos pisan y caminan sobre los granos y, de vez en cuando, durante la "danza" se rocía sobre los granos arcilla roja con agua para obtener un mejor color, pulido y protección contra los hongos durante el viaje a las fábricas de los países industrializados, donde se someterá a las transformaciones encaminadas a obtener finalmente el chocolate con leche

### Almacenaje y transporte
Los granos secos se almacenan en lugares que no alcancen el 8% de humedad, evitando la proliferación de hongos. A veces se trasladan a naves espaciosas y se clasifican los granos de cacao en función de su tamaño, homogeneizando los calibres si fuera oportuno. Es tradicional el apilamiento en sacos de yute (e incluso de cáñamo) que permiten un peso entre los 60 y 65 kilos. Países como Ghana y Nigeria poseen pesos estandarizados de 63,5 kg. Se emplean sacos de yute por permitir el aireamiento del contenido, siendo además biodegradable. Los sacos almacenados deben transportarse lo antes posible, debido al ataque y espolio de los insectos del trópico.
El cacao en esta fase del proceso debe ser correctamente almacenado. Debe vigilarse la temperatura y la humedad relativa. Las sacas deberán tener una temperatura cercana a los 30 °C. El cacao posee, además, una capacidad de captación de olores y aromas. Los controles de calidad durante el transporte y almacenaje son muy habituales. Estos controles se realizan inspeccionando los granos de cacao, que se suelen abrir e inspeccionar visualmente. A comienzos del siglo XXI se está investigando nuevos procedimientos como es la criopreservación de los granos de cacao, con el objeto de mejorar las condiciones de transporte evitando interacciones con el entorno.

## Procesado del chocolate

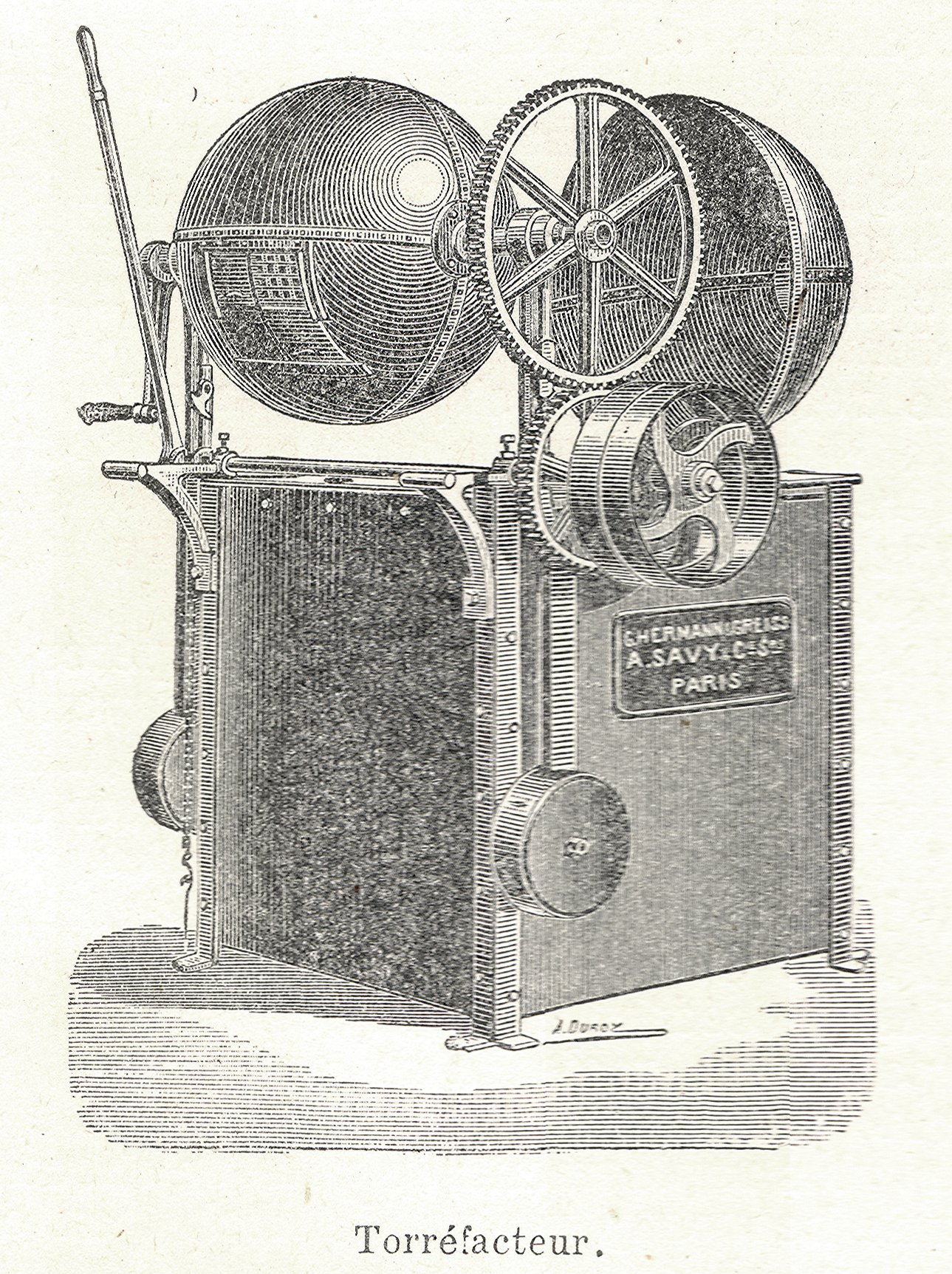
Torrefactora de cacao.

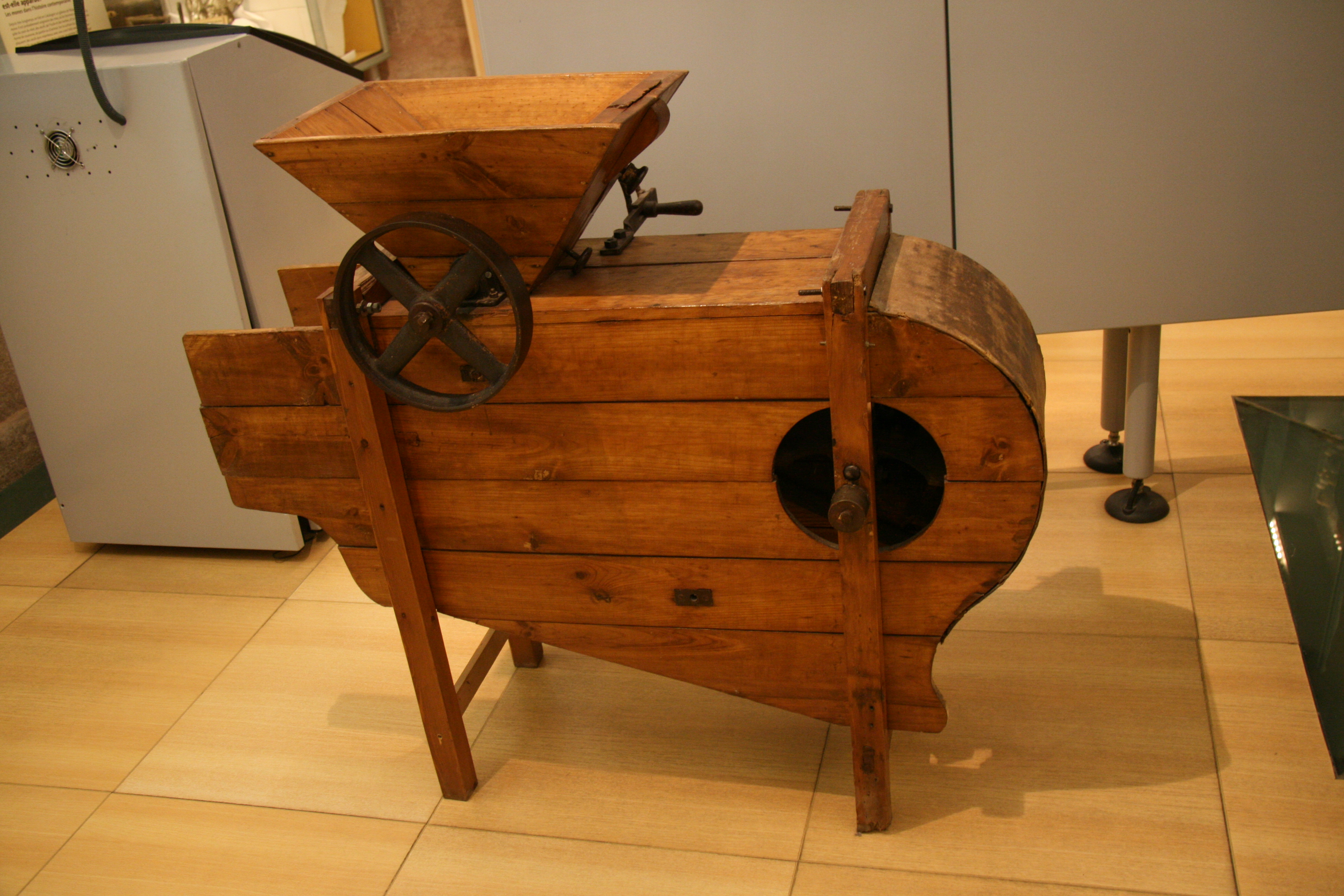
Descascarilladora de cacao.

Es habitual que el país, o la zona, productora de cacao esté distante de la zona productora del chocolate. Esto obliga al transporte del cacao a las zonas industriales. El transporte se suele hacer por mar en marina mercante; en algunas ocasiones resulta necesario preservar el cacao de ambientes y climas dañinos. Mantener el cacao en un nivel de humedad por debajo del ocho por ciento, tal como es necesario, no es sencillo en ambientes marinos. Es por esta razón por la que el cacao viaja en contenedores ventilados. La llegada del cacao a las factorías de chocolate, va seguida de una limpieza de granos. Es habitual que en las operaciones de secado y fermentación queden restos de arena, restos orgánicos, etc. en los granos de cacao. La existencia de estos restos en las operaciones subsiguientes afectaría al sabor.

### Tostado y descascarillado
Los cotiledones del cacao deben ser tostados en su entrada a la factoría. Esta operación desarrolla los componentes aromáticos y de sabor del cacao, al mismo tiempo que esteriliza los granos de posibles contaminaciones bacterianas (como por ejemplo la Salmonella). Algunos chocolateros establecen controles HACCP en algunas factorías con el objeto de determinar y controlar las contaminaciones y su posible propagación a diversas zonas de la fábrica. De todas formas la zona de torrefacción del cacao suele estar en dependencias separadas del resto de la chocolatería. Las tostadoras eran en los albores del siglo XIX unos hornos giratorios en forma de bola que giraban. Se procesaban cerca de unos cientos de quilos en los hornos. Debido a la exposición del grano de cacao a fuentes de calor para su tostado, resulta inevitable la pérdida de cierta cantidad de manteca de cacao. El tiempo de tostado suele oscilar entre los tres cuartos de hora y una hora completa, a temperaturas de entre 110 °C y 140 °C.
El tostado de los granos del cacao ofrece un problema técnico, debido a que el tamaño medio de los granos varía mucho. Para que el tostado sea homogéneo es necesario que los granos tengan un calibre similar. A veces se consigue con el empleo de mallas separadoras. El tostado se produce durante diez minutos, máximo quince, y su desarrollo produce diversos componentes químicos de aroma por la aparición de diversas reacciones de Maillard durante el tostado. Durante el tostado de los granos también se produce la generación de aminoácidos por degradación de las proteínas. Además, se verifica una degradación de los polifenoles en las fases de fermentación, secado y finalmente en gran medida durante el tostado de los granos. En la actualidad se investiga la forma de reducir este descenso drástico en el contenido de polifenoles durante el procesado. Los polifenoles son percibidos por la industria como elementos beneficiosos para la salud de los consumidores. 
El descascarillado consiste en la operación de separación de la cáscara del cotiledón del cacao. Esta operación se realiza en la factoría de chocolate. El objetivo consiste en mantener lo más intacto el cotiledón del cacao. En muchas ocasiones se somete a los granos de cacao a una fuente de calor intenso durante un breve periodo de tiempo. A veces se emplea vapor de agua saturada o modernamente mediante el empleo de lámparas que emiten radiación infrarroja. 

#### Mecanismos del cacao durante el tostado
Los granos de cacao sin tostar son amargos y astringentes. Las altas temperaturas alcanzadas durante el tostado favorecen que muchos de los ácidos se evaporen y salgan, en especial el ácido etanoico (denominado también acético). Otros ácidos menos volátiles como el oxálico y el láctico permanecen en los granos tostados. El mecanismo más importante durante el tostado es el de las reacciones de Maillard y proporciona sabores y aromas al cacao. Consiste en un centenar de reacciones que proporcionan diversos compuestos como las pirazinas, la formación de aldehídos, teobromina y glutamina.

### Molido del cacao

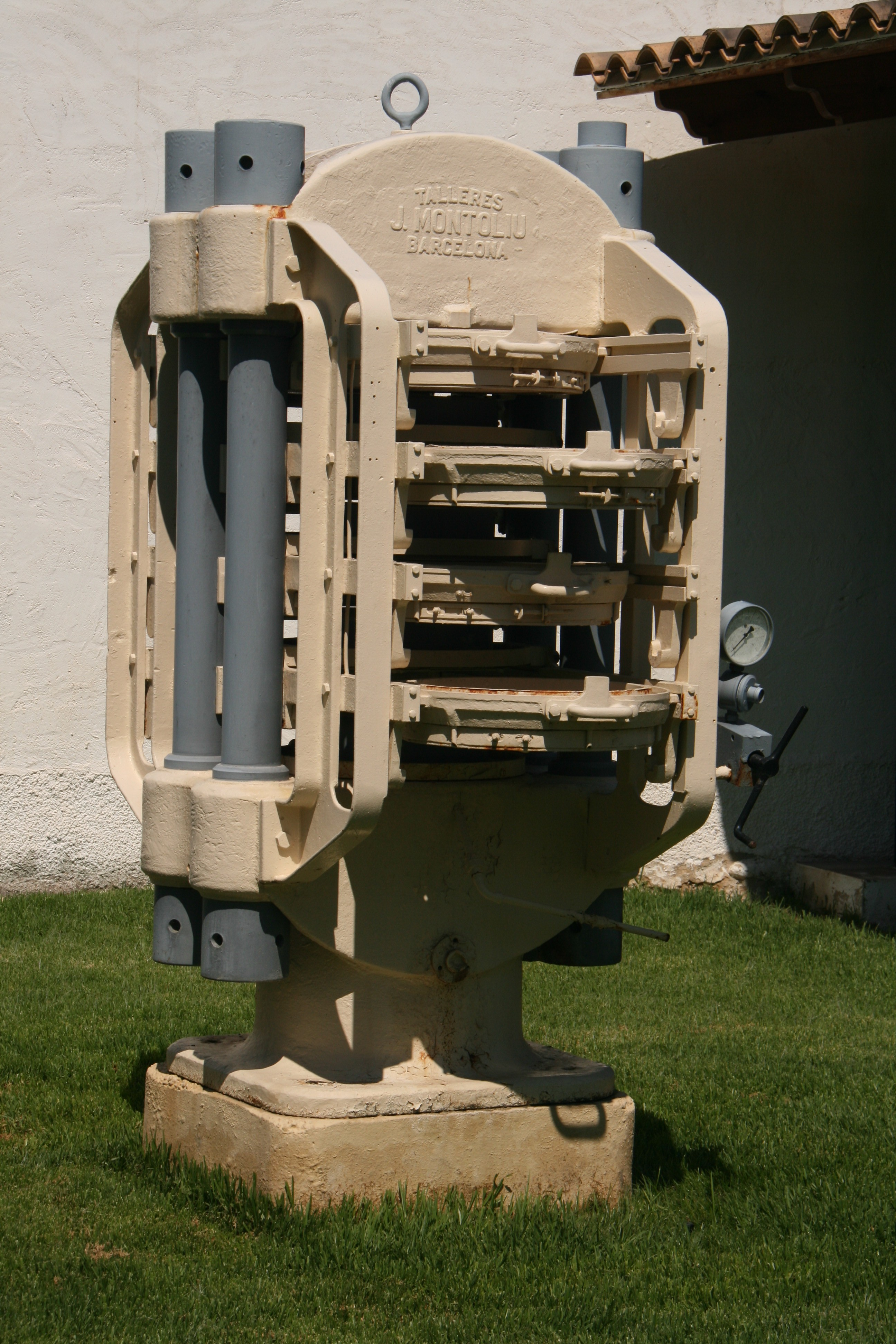
Prensa hidráulica empleada a comienzos del en la extracción de la manteca.

Tras eliminar la cáscara de los cotiledones, resulta necesario moler el cacao con el objeto de poder separar la masa de cacao de su manteca. Durante el proceso es necesaria una cierta cantidad de manteca con el objeto de mantener la masa fluida y fácilmente manipulable. El proceso de molido necesita realizarse hasta lograr partículas menores de 30 micrones, y esto supone moler los granos unas cien veces con un molino de cacao de finales del siglo XIX. En la actualidad esta operación lleva menos tiempo. Se emplean diversos tipos de molinos:
- Molino de impactos funciona impactando los granos de cacao en oleadas contra unas paletas que giran a alta velocidad. Este impacto suele calentar las partículas y fundir parte de la manteca.
- Molino de disco consiste en tres pares de discos de carborundum que giran a alta velocidad y mediante la fuerza centrífuga los granos son presionados hasta disgregarse en pequeñas partículas.
- Molino de bolas este método es el más habitual en las factorías chocolateras. El sistema consiste en un recipiente lleno de bolas de acero, el eje central gira moviendo las bolas del recipiente. La acción rotante de las bolas desmenuza el cacao.

El resultado final del molido es una masa fluida de manteca y cacao. Esta masa se denomina licor (en los países anglosajones lo denominan cocoa liquor). Su color es pardo oscuro y su sabor es intensamente amargo.

### Prensado del cacao
La mezcla resultante del molido del cacao debe pasar por un proceso de separación de la masa de cacao y de extracción de la manteca. Para ello es tradicional emplear prensas hidráulicas que alcancen de 40 a 50 MPa. Los granos molidos poseen aproximadamente la mitad de su peso en cacao. Para extraerlo se comienza presionando poco a poco, de esta forma se extrae el contenido graso de la mezcla. La masa de cacao restante, ya desprovista de su parte grasa, sale de la prensa al liberarse esta y tiene forma de pastilla. La pastilla suele ir a parar a una cinta de transporte: esto es la masa de cacao. El contenido graso de la masa de cacao se reduce a un 20 % de su peso. En esta fase de prensado es cuando se añade al cacao el emulgente lecitina (E322).

### Molido de la masa de cacao
La masa de cacao (ya denominada chocolate) debe continuarse moliendo con los otros constituyentes (azúcares y leche en polvo si fuera el caso) hasta alcanzar el tamaño promedio de 30 micrómetros. En este molido se añade los cristales de azúcares que se reducen de tamaño en la molienda por un factor de 100, es decir pasan de una escala de décimas de milímetros a micras. El método tradicional era moler por separado los azúcares y el polvo de leche y luego hacer un molido de la masa de cacao edulcorada. El problema técnico es el de ventilar los rodillos del molino, que dada las altas temperaturas alcanzadas pueden afectar al azúcar cristalina y provocar un cambio de estado cristalino a un estado amorfo. 
En la actualidad se realiza este proceso en una máquina que combina los tres molidos en una sola operación compuesta. Esta máquina se compone de unos grandes cilindros (por regla general son un total de cinco) que dispuestos horizontalmente giran triturando los cristales de azúcar y la masa de cacao. El resultado final de este molido es una masa dulce que posee una dispersión de partículas de tamaño que oscila entre los 15 y 30 micrones, "El tamaño de las partículas de chocolate es también extremadamente importante en la sensación suave de la muestra en la boca, lo cual es parte del atractivo de este producto (Prindiville et al., 2000; Andrae-Nightingale et al., 2009)". El cacao destinado a la fabricación de las bebidas de cacao azucaradas suele salir de esta fase (generalmente tras haber sometido a la masa a un proceso holandés de alcalinización).

### Conchado
La fermentación inicial de los granos de cacao proporciona compuestos ácidos que se van eliminando en las fases iniciales, tal es la operación de tostado que elimina los ácidos más volátiles (como el acético). Otros ácidos menos volátiles como el oxálico y el láctico permanecen en los granos tostadas y son eliminados en este proceso de concheado, proporcionando un sabor más suave y achocolatado. El método fue inventado en 1878 por el chocolatero suizo Rudi Lindt y ofrece la posibilidad de controlar los últimos aspectos del producto final. La masa de cacao ya molida que entra en la máquina de concheado necesita que, microscópicamente, las partículas de cacao y azúcar se vean recubiertas homogéneamente por la manteca. Luego, las operaciones de concheado proporcionan una homogeneización a la textura del chocolate, siendo la última operación antes de ser empaquetado o procesado en otros productos.

## Componentes del chocolate en su fabricación
El chocolate se compone en la mayoría de casos de cacao puro y manteca de cacao (en algunas ocasiones se añade un porcentaje aprobado de otras grasas) que se mezclan habitualmente con azúcares diversos. Se puede decir desde el punto de vista físico que es una mezcla de tres sólidos. La proporción entre cacao/manteca puede diferir en un amplio rango de productos ofertados. La industria moderna acepta el empleo de una cierta cantidad de lecitina de soja como emulsionante (E322). Algunas variedades de chocolate a la leche ofrecen un porcentaje de leche en polvo. La elaboración del chocolate es la mezcla de estos tres sólidos a temperatura ambiente. Estos componentes permiten realizar coberturas (mediante los enrobers), pralinés, rellenos, etc. De los tres sólidos que componen el chocolate, el más estudiado es la manteca del cacao, por ser el que rige la mayoría de las propiedades.

### Masa del cacao
Cuando se procesan los granos del cacao en las factorías de chocolate, todo el contenido que no es manteca de cacao resulta ser la masa de cacao. Los países anglosajones denominan a este subproducto cacao liquor. La masa del cacao se obtiene tras el prensado del cacao molido, y resulta ser el sólido oscuro (de color marrón) desprovisto de la manteca. La manteca de cacao fluye y se recolecta. Esta masa de cacao tras el molido posee una textura pulverulenta y resulta ser inmiscible en agua debido a la abundancia de moléculas no polares. La masa de cacao posee una gran cantidad de antioxidantes naturales, lo que permite largos periodos de almacenamiento. Entre ellos se encuentran los polifenoles, así como en menor concentración la (-)-epicatequina (EC) y la (+)-catequina (CA) (ambos poseen potentes efectos antioxidantes). Se cree que las propiedades conservantes del chocolate se deben a la presencia de estos compuestos polifenólicos que detienen la degeneración oxidativa, concretamente la peroxidación lipídica.

### Manteca de cacao y sucedáneos

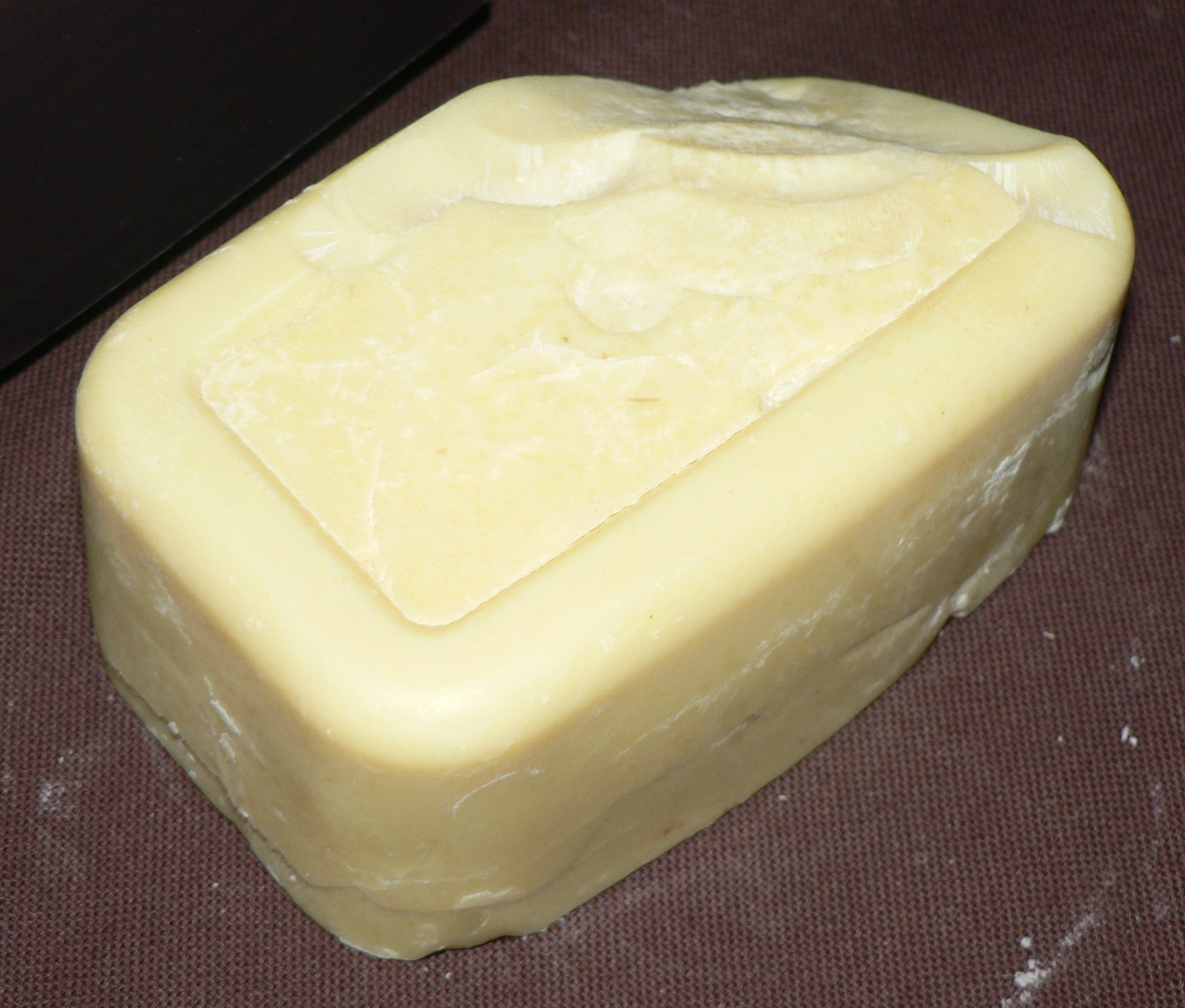
Bloque de manteca de cacao, el componente más valioso del chocolate.

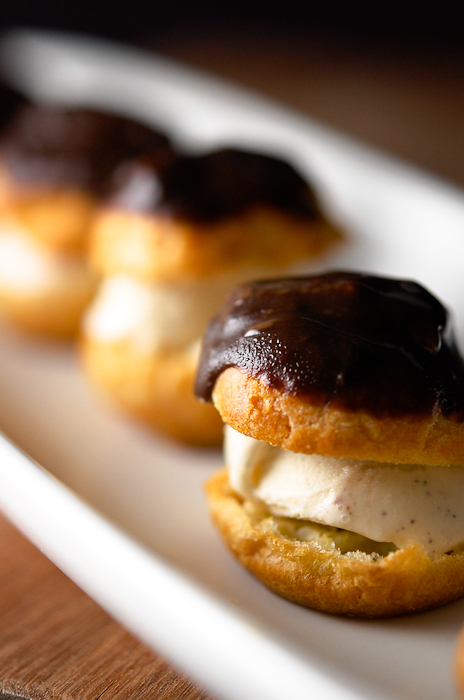
El control de las fases cristalinas de la manteca de cacao es vital en las técnicas reposteras.

La manteca de cacao existe en una proporción cercana al 50 % en los granos de cacao. Es la manteca el elemento más valioso del chocolate. Los procesos industriales que emiten calor a la masa de cacao funden esta manteca y las operaciones de prensado la extraen, separando el cacao puro de su manteca. La manteca consiste en un triéster de glicerol formado por ácidos grasos, entre ellos los más comunes son el palmítico (P), esteárico (St) y ácido oléico (O). Todos ellos forman triglicéridos, siendo los tres más habituales el 1,3-dipalmitoil-2-oleoil-glicerol (POP), el 1-palmitoil-2-oleoil-3-estearoil-glicerol (POS), y el 1,3-estearoil-2-oleoil-glicerol (SOS). La manteca de cacao se ha estudiado ampliamente en términos de composición, polimorfismo, microestructura, y procesado. La manteca de cacao es sólida a temperatura ambiente y posee una estructura cristalina polimórfica (al igual que otros triglicéridos) caracterizada por la existencia de seis fases cristalinas cuyas temperaturas de transiciones de fase son: cristal I a 17 °C, cristal II a 23 °C, cristal III a 25 °C, cristal IV a 27 °C, cristal V a 33 °C, cristal VI a 37 °C (líquida). Sólo la estructura VI es líquida. A temperatura ambiente el chocolate es una mezcla inmiscible de tres sólidos: azúcar cristalino, polvo de cacao y manteca de cacao (por regla general en la forma cristalina V).  
| Cristal | Temp. fusión    | Notas                                                                    |
| ------- | --------------- | ------------------------------------------------------------------------ |
| I       | 17 °C (62,6 °F) | Ligero, granuloso, funde fácilmente.                                     |
| II      | 21 °C (69,8 °F) | Ligero, granuloso, funde fácilmente.                                     |
| III     | 26 °C (78,8 °F) | Firme, frágil, funde fácilmente.                                         |
| IV      | 28 °C (82,4 °F) | Firme, frágil, funde fácilmente.                                         |
| V       | 34 °C (93,2 °F) | Lustroso, firme, funde a temperaturas cercanas a las corporales (37 °C). |
| VI      | 36 °C (96,8 °F) | Duro, Toma semanas en formarse.                                          |

En algunos países se reglamenta el uso de sucedáneos de manteca de cacao, estos suelen ser grasas de origen lácteo (mantequillas), o grasas vegetales (se denominan en la industria chocolatera como Cocoa Butter Equivalent - CBE). Los reglamentos alimentarios obligan a la existencia de manteca de cacao para ser denominado un producto como chocolate, mientras que las otras dos grasas son opcionales. La industria chocolatera ha investigado las combinaciones de triglicéridos que permitan mantener las mismas características físicas que la manteca, entre ellos se ha investigado el aceite de oliva, el aceite de soja, el aceite de girasol y mantequilla. Entre ellos se encuentra el ácido láurico que posee algunas propiedades de cristalización de la manteca. No obstante las grasas adoptadas en la mayoría de las regulaciones alimentarias son el illipe, el aceite de palma (Elaeis guineensis, Elaeis oleifera), el aceite de la Shorea robusta, la manteca extraída del árbol Vitellaria paradoxa, el aceite de la fruta del garcinia indica (kokum), y de la Garcinia indica. Algunos de los chocolates que se investigan por la industria alimentaria son "chocolates bajos en grasa" con el objeto de reducir la ingesta de grasas, ejemplos de sucedáneos de la grasa son el caprenin y el salatrim.

### Azúcares
Los azúcares, que se presentan en estructura cristalina, son el tercer sólido añadido al chocolate. Suele ser una mezcla de sucrosa (denominada también sacarosa), fructosa y glucosa. El chocolate contiene lactosa (azúcar procedente de la leche de vaca), a elevadas temperaturas participa en las reacciones de Maillard. Los fabricantes de chocolate emplean azúcares que poseen granos de tamaño medio de un milímetro (tamaño medio) hasta 0.1 milímetro (tamaño fino). Durante la fase de molido de la masa de cacao se mezclan todos los componentes. Por regla general la emulsión de azúcar y el polvo de cacao es lo que proporciona ese sabor dulce que caracteriza el "sabor a chocolate" de algunas preparaciones reposteras. El empleo de azúcares amorfos afecta a las propiedades aromáticas del chocolate. Los azúcares añadidos deben ser previamente pulverizados a tamaños tan pequeños como el del granulado de cacao, de unas 20 micras. 
En la actualidad se elaboran chocolates "sin azúcares añadidos" con el objeto de mantener chocolates con baja densidad calórica, que incluyen edulcorantes como pueden ser los azúcares sintéticos fundamentados en los polialcoholes y las polidextrosas (este edulcorante se encuentra generalmente en las barras de caramelo), generalmente empleados en los chocolates con las denominaciones bajos en calorías. Este tipo de chocolates se elabora con substitutos de mantecas de cacao, igualmente bajos en calorías.

## Elaboración de productos: chocolate

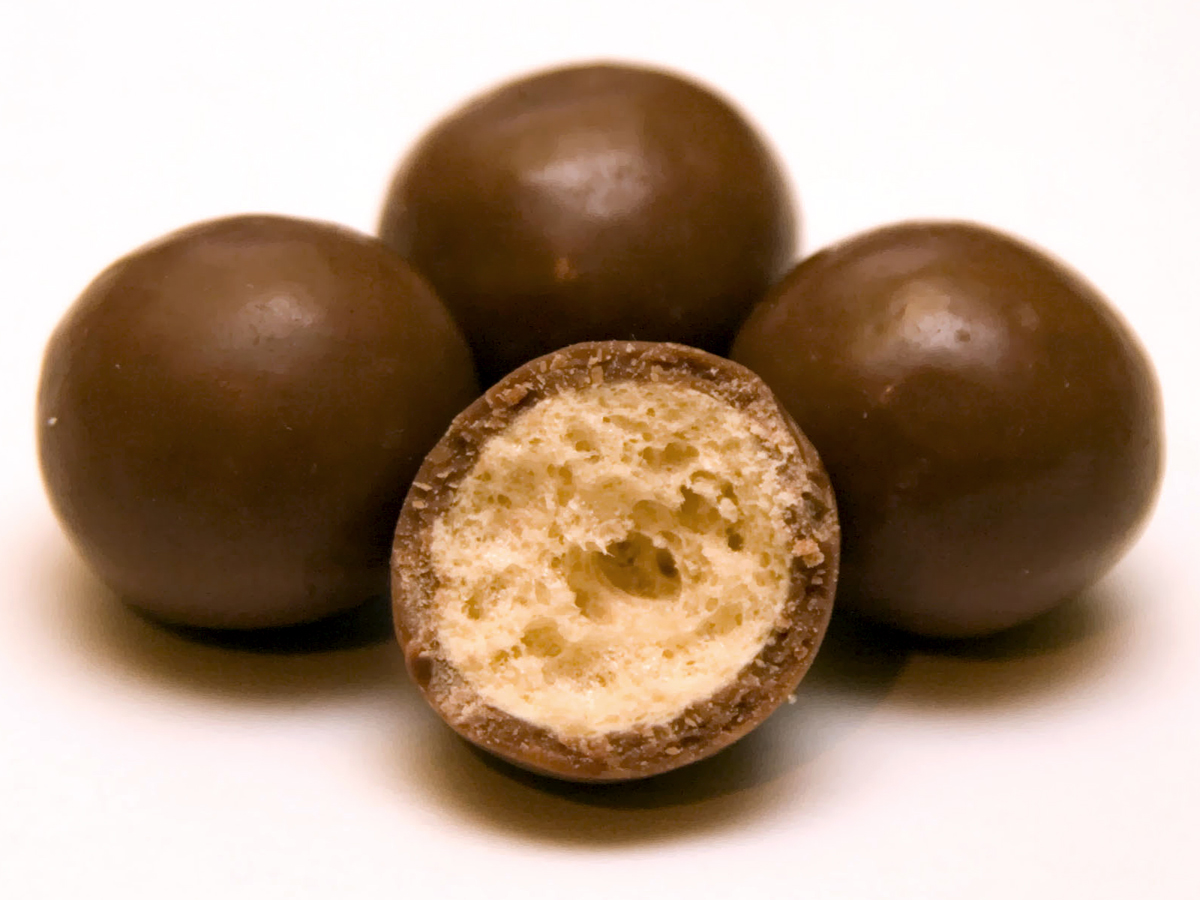
En casos especiales como los maltesers el chocolate interacciona con una capa interior de galleta (wafer). Este tipo de productos de chocolate es un reto para los ingenieros que diseñan sistemas de empaquetamiento.

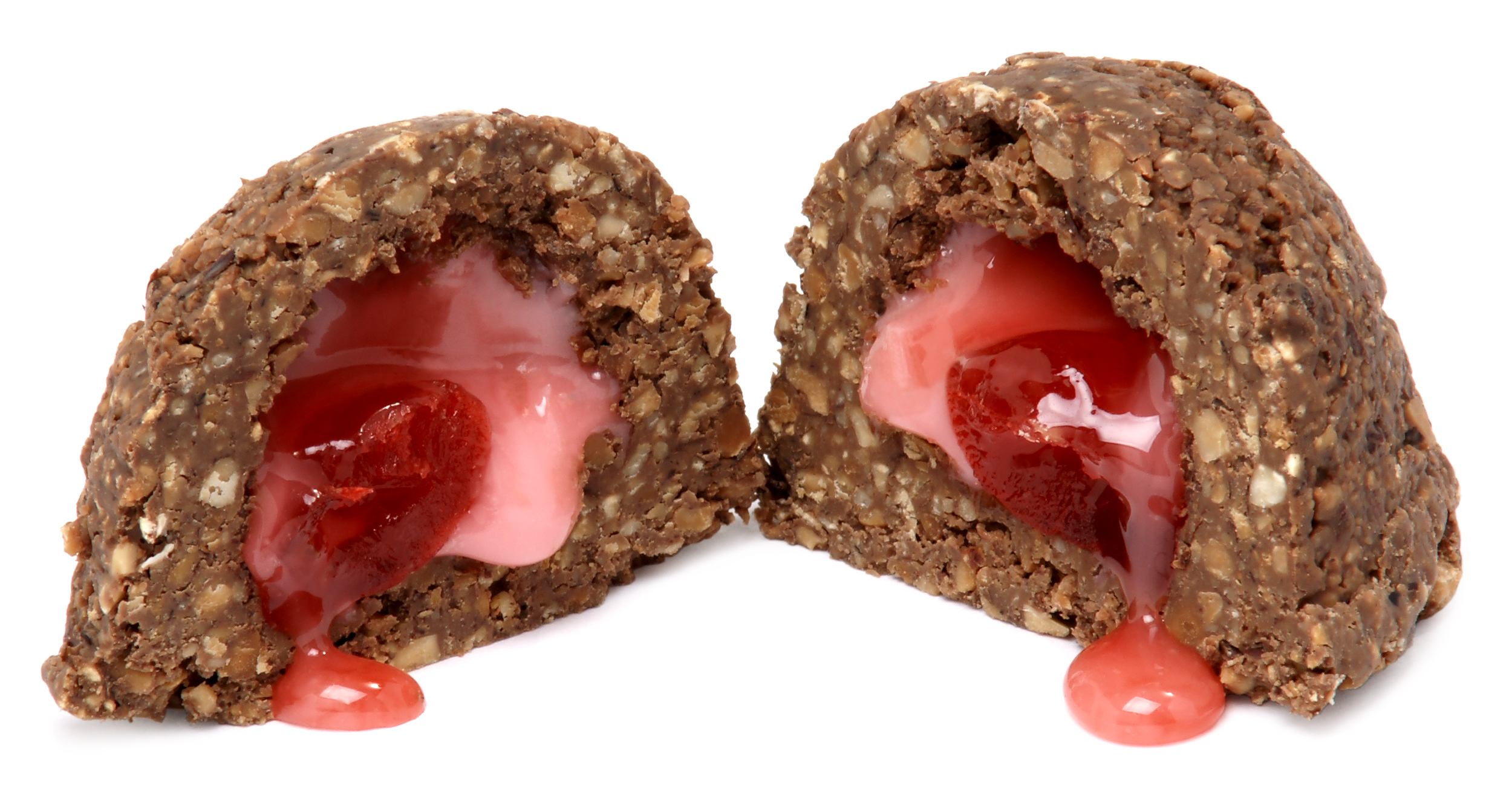
Obras de repostería en los que un chocolate compuesto hace recubrimiento de substancias líquidas, fueron objeto de ventajosas patentes en la industria chocolatera de mediados del.

Uno de los retos en la elaboración del chocolate es la mezcla de los tres sólidos (cacao, azúcar y manteca) en proporción adecuada con el objeto de servir los diversos productos de chocolate. Los productos más sencillos de chocolate suelen ser polvos de cacao, bebidas, coberturas y tabletas de chocolate. Pero existen otros casos en los que los productos finales exhiben una gran imaginación por parte de los diseñadores, siendo en algunos casos objeto de patente industrial. 

### Temperatura del chocolate
Durante la fabricación del chocolate se procura que fluya, esto se logra elevando la temperatura hasta los 68 °C. A esta temperatura la manteca del cacao entra en la fase cristalina VI y permite que el chocolate sea líquido. En muchas de las operaciones reposteras se requiere enfriar el chocolate, ajustando la fase cristalina de la manteca, con el objeto de poder manipular el chocolate a la aplicación más adecuada. Se denomina temperamiento del chocolate al enfriamiento del chocolate hasta que la manteca logre la fase cristalina V. El chocolate abandona las operaciones de concheado a una temperatura de 40 °C.

### Moldeado
El moldeado se emplea exclusivamente en la elaboración de tabletas. Es una de las formas más primitivas de chocolate. Los moldes empleados en las industrias chocolateras eran metálicos y tenían formas especiales que incitaban la imaginación del consumidor: generalmente infantil. Una línea de montaje podría tener unos 1500 moldes cuya forma y apariencia cambiaba de acuerdo con las normas del departamento de marketing. La operación de moldeado a comienzos del siglo XX era un proceso extremadamente ruidoso, algo que poco a poco ha ido cambiando. En la actualidad los moldes son de plástico. El problema técnico surge a la hora de formar la tableta cuando el chocolate temperado se adapta al molde. Se suele precalentar los moldes vacíos con el objeto de no cambiar la fase de cristalización del chocolate. 
Con el objetivo de evitar la formación de burbujas en las tabletas, cuando una tobera libera una cantidad de chocolate en el molde, éste comienza a vibrar. Debido a que el chocolate es un fluido no newtoniano, el molde debe vibrar a una frecuencia y amplitud dadas con el objeto de que la viscosidad sea la apropiada para liberar fácilmente las burbujas del interior. Las frecuencias más apropiadas son de diez ciclos por segundo, y las amplitudes oscilan entre los 0.2 milímetros.

### Almacenado
Tras la elaboración del chocolate, la cadena de producción lleva el producto al consumidor. En algunos casos este proceso lleva un tiempo determinado. Es por esta razón por la que el chocolate debe ser almacenado, bien hasta que llegue al consumidor, bien hasta que se logre el consumo. La conservación debe ser un lugar seco y fresco sino se produce el blanqueo del chocolate.

### Empaquetado
El diseño del empaquetado de chocolates tiene en cuenta el tipo de producto y las condiciones bajo las que se va a almacenar. Las tiendas expositoras, y las pastelerías suelen estar calientes por el día y frías por la noche, el empaquetado debe ofrecer la posibilidad de evitar transiciones de fase en la manteca de cacao. En muchos casos el empaquetado se diseña para que el cliente compre el chocolate "por impulso", es decir que en la mayoría de los casos no se desplaza a la tienda con el objeto de comprar chocolate, sino que lo adquiere en la mayoría de los casos de forma improvisada. Es por esta razón por la que los empaquetados suelen ser de colores llamativos, siendo habitual el empleo de colores rojo y amarillo.
Entre los materiales empleados como empaquetado del chocolate suele ser habitualmente el papel aluminio (o combinaciones de cartón y láminas de papel de aluminio), aunque en algunas ocasiones se emplee láminas plástico. En algunos casos se emplean biopolímeros con el objeto de poder gestionar los residuos mediante el empleo de materiales biodegradables. Muchos de los envoltorios de chocolate se han diseñado para lograr especificaciones de 500 empaquetamientos/minuto logránsose técnicas denominadas: flow-wrap. En esta técnica se inserta el chocolate en un cilindro y se sella por ambos extremos, la operación se realiza mediante máquinas especiales. En la actualidad, con el objeto de satisfacer la demanda, cada vez existen más factorías robotizadas, en la que manos robotizadas se encargan de las labores de empaquetado.

## Legislación y aditivos
El chocolate y su fabricación es controlado por regulaciones alimentarias muy estrictas en la mayoría de los países. Por regla general se suelen centrar en la declaración al consumidor de los aditivos empleados en su fabricación, regulación en el empaquetado, así como de la información que debe contener la etiqueta alimentaria. Uno de los objetivos a comienzos del siglo XXI es la estandarización de las directivas reguladoras, debido a las distincciones entre ellas. Un ejemplo de divergencias legales entre la definición de mínimos empleados existe entre la Unión Europea, y las autoridades alimentarias de EE. UU.. 
La mayoría de las normativas definen la cantidad mínima de cacao y de leche que debe incluir un producto para acogerse a la denominación de chocolate. Estas normativas fijan igualmente la cantidad mínima de manteca de cacao necesaria en la mezcla, así como la de sucedáneos de grasa que son permitidos. Muchas legislaciones prohíben el empleo exclusivo de lactosa o proteína de la leche en detrimento de la leche. Existen excepciones culturales a ciertos países, por ejemplo en Europa es posible elaborar chocolates con alto contenido en leche (y por lo tanto menos cacao), denominándolo como "chocolate familiar". El empleo de aditivos alimentarios debe indicarse en las etiquetas, tal es el caso de la lecitina (E322), o de los fosfátidos de amonio (E-442) que se emplea como emulgente sintéticos substituto de la lecitina. Otro aditivo empleado en la industria del chocolate es el triestearato de sorbitano (E-492). En algunas ocasiones se emplean colorantes alimentarios como es el caso del empleo del marrón HT (denominado marón chocolate HT o E-155). Si el chocolate se almacena a temperaturas demasiado elevadas, en su superficie puede aparecer un cambio de tonalidad virando al mate o marrón blanquecino, debido al destemple del mismo. El blanqueo del chocolate reduce en gran medida el atractivo que pueda ofrecer el producto al potencial cliente. El triestearato de sorbitano (E-492) se añade con el objeto de retrasar el blanqueamiento.